# エミリオ・スカナヴィーノ

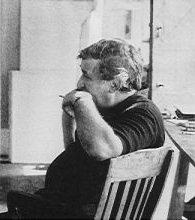
エミリオ・スカナヴィーノ.

エミリオ・スカナヴィーノ（Emilio Scanavino 、1922年2月28日ジェノヴァで誕生 ― 1986年11月28日ミラノにて死去）はイタリアの画家、また彫刻家であった。

## 生涯
1922年2月28日ジェノヴァで生まれたエミリオ・スカナヴィーノは、1938年にジェノヴァのニコロー・バラビノ美術高等学校へ入学、そこで少年時代に影響を受けた教師のマリオ・カロンギと出会う。1942年ジェノヴァのサローネ・ロマーノで初めて個展を開催、同年にミラノ大学建築学科へ入学する。
1946年ジョルジーナ・グラリアと結婚、1947年に初めてパリへ行く。パリでの生活は長くはなかったが、エドアルド・ジャグエル、ヴォルス、カミッレ・ブリエンなどの芸術家や詩人との出会いは後のエミリオの作品に大きな影響を与え、特にポストキュービズムに深く感銘をうけた。1948年にジェノヴァのイソラ画廊で作品を展示した。
1949年に長男が生まれ、翌年第25回ヴェネツィア・ビエンナーレに作品を出品する。1951年のアポッリナレギャラリーでの個展の際にロンドンに滞在、エドゥアルド・パオロッツィ、フィリップ・マルティリン、グラハム・ステルランヅ、フランシス・ベーコンと知り合う。イタリアへ帰国後、ミラノのフォロボナパルテのマンサードにアトリエを開く。スカナヴィーノの作品を扱ったのは、美術評論家のグイド・バッロと美術商のグイド・ラ・ノーチェ、アルツロ・シュワルツであった。
翌年の1952年アルビッソラ・マリーナのマッゾッティ陶器の工場で働き、ルーチョ・フォンタナ、アスゲル・ヒョルン、グリエッム・コルネイル、ロベルト・マッタ、ウィフレード・ラーム、ジュセッペ・カポグロッシ、エンリコ・バージ、セルジョ・ダンジェロー、ロベルト・クリッパ、ジャンニ・ドーヴァー、アゲノレ・ファッブリ、アリージ・サッスなどの様々な芸術家と友情を育んだ。同年長女が生まれ、パオラと名付けた。
1954年に再びヴェネツィア・ビエンナーレにて個展を開催、翌年グラツィアノ賞、1958年にリッソネ賞を受賞。ヴェネツィア・ビエンナーレでの個展はプランポリーニ賞を受賞した。同年、画商のカルロ・カルダッツォを担当していたガッレリア・デル・ナヴィリオと契約を結び、家族とミラノへ移住。カルロ・カルダッツォとは公私にわたって関係を深めた。
スカナヴィーノの作品は、エンリコ・クリスポルーティ、グイド・バッロ、ジャンピエロ・ジャーニ、エドアルド・ジャグエル、ジッロ・ドルフレス、ロベルト・サネーシー、フランコ・ルッソーリとアライン・ジョッフローイなどの多くの評論家に評価された。
1960年スポレート賞、サッサリ賞、ヴァレーシア賞、リーニャーノ賞を受賞。第三十回ヴェネツィア・ビエンナーレへの個展開催の依頼を再度受ける。
1962年カリーチェ・リグーレに古い家を買い、アトリエに作り変える。その後ミラノでジャンニ・マラバルバという美術収集家と知り合い友情を結ぶ。
1963年ラ・スペツィア賞の受賞後、7年来の親友でスカナヴィーノを献身的に支えたカルロ・カルダッツォが突然死去。親友の死はスカナヴィーノをひどく苦しめた。しかし、カルロの兄弟であるレナト・カルダッツォが美術商の仕事を引き継ぎ、スカナヴィーノの名をイタリアだけでなく世界中に広めることに大きく貢献した。
1966年の第三十三回ヴェネツィア・ビエンナーレで再度個展を開催。ピニンファリーナ賞を獲得した。
1968年、カリーチェ・リグーレへ多数のアーティストを集めて小さな共同体を作る。
1970年メントーネ・ビエンナーレのグランプリ賞を受賞、雑誌「ウオモ・エ・ラルテ」の編集長であり、美術収集家でもあるフランコ・カステッリと親睦を深めた。カステッリはスカナヴィーノを大きく支持した。
1971年に大きな手術を乗り越え、新しいスタイルの開発を研究する。カリーチェ・リグーレで働くかたわら、ベルギー、フランス、ドイツへ旅行した。その後1973年から1974年にかけて、ダルムシュタットのクンシュタッレはスカナヴィーノ名作展を開催した。名作展は1974年にヴェネツィアのパラッツォグラッシとミラノのパラッツレアーレでも開催された。
1982年、病状の悪化にもかかわらず仕事を継続、公共施設や民間施設で様々な展示会を開催。1986年にはローマのクアドリエンナーレディアルテへ作品を出品した。1986年11月28日にミラノで亡くなった。

## 作風

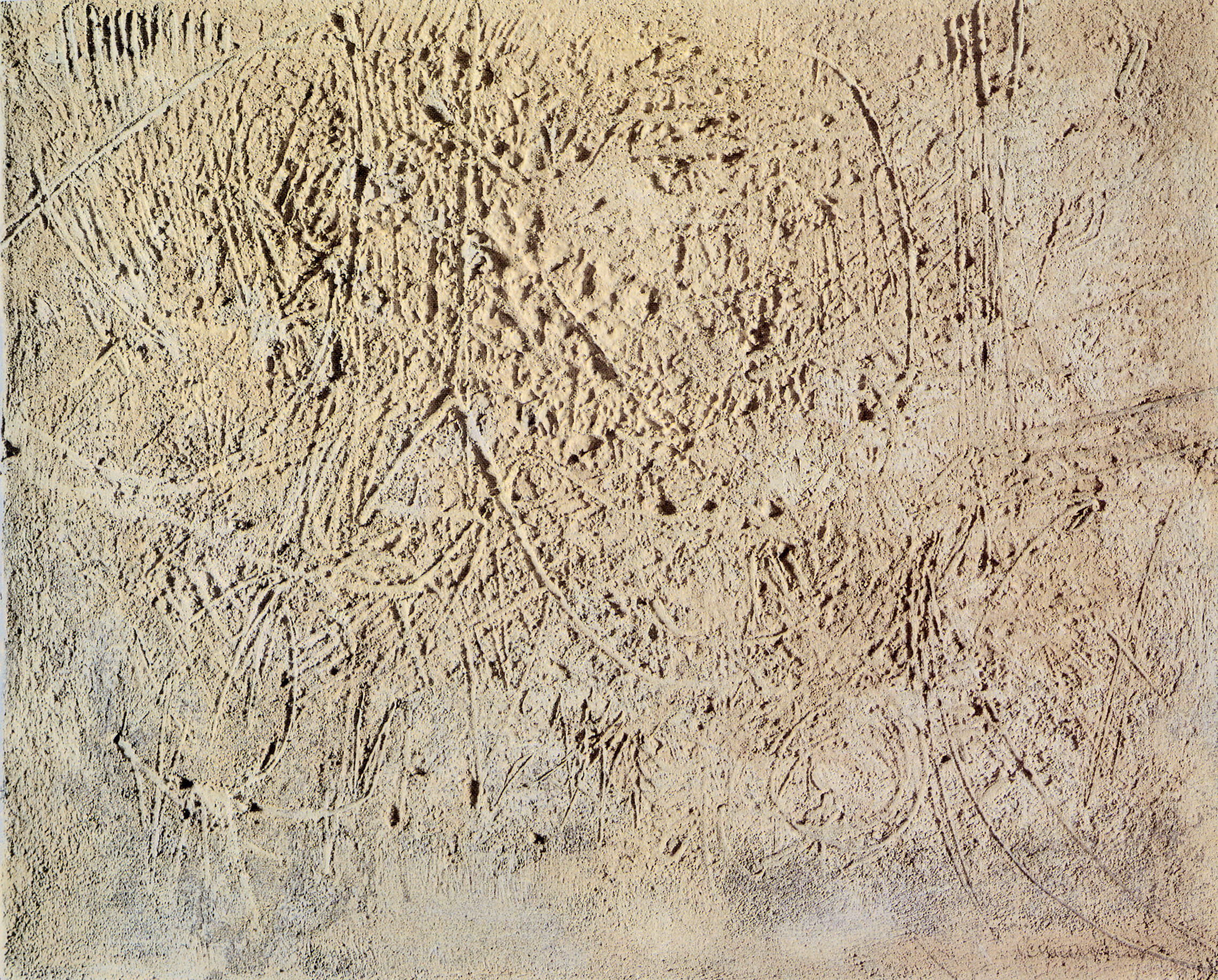
壁 1954年.

具象画家のような作品ではじめたスカナヴィーノは、短期間でポストキュービズムの形に変わり、50年代の上旬は物の形が完全に消えるまでだんだん形を様式化をした。
1954年スカナヴィーノの作品に彼の象徴になる結び目が初めて現れる。その結び目はその後の作品の中心になった。50年代の作品は彼の作品の中で一番綺麗だと思われる。その作品の中で彼の芸術の象徴である精神の苦悩が映されている。
70年代の下旬の絵に、結び目は完璧に明確され、不安な形で描かれている。恐怖な形で赤い血の色で染みつけられてあるように、描かれたこともある。
スカナヴィーノはちゃんとした芸術活動にはとても入れにくい。抽象な表現主義とハンス・アルトゥングとジョルジュ・マチューに近いアンフォルメル抽象主義者のように考えられている。